# المرأة في أندورا

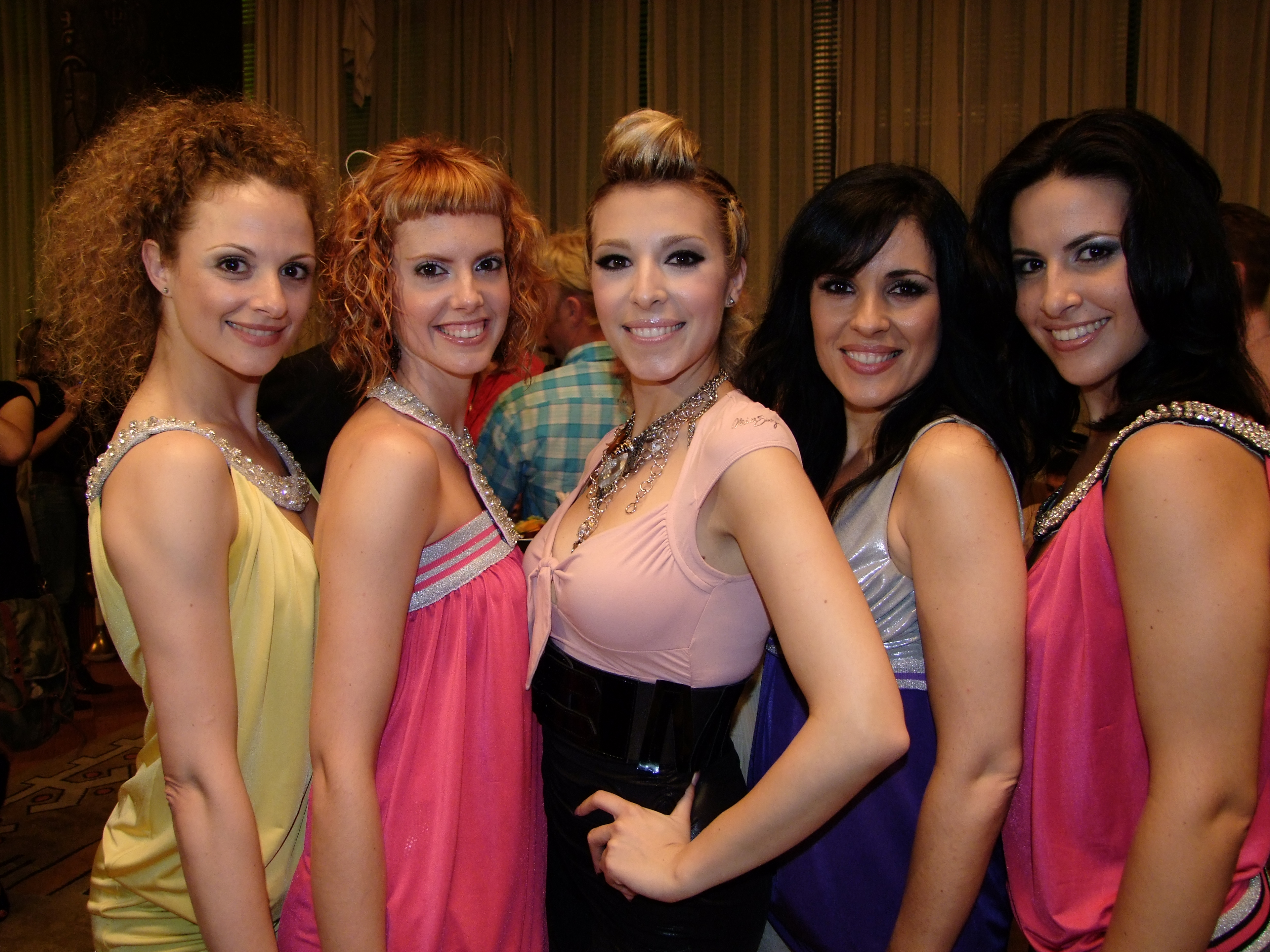
سيدات أندوريات عصريات

حسب القانون الأندوري، فإن للمرأة الأندورية حقوق مساوية للرجل مدنيا وسياسيا، حيث أن التمثيلية النسائية كسبت 15 مقعد خلال الانتخابات البرلمانية في 2011. وبخصوص ذلك تعتبر أندورا أول دولة أوروبية وثاني دولة عالميا تمنح حق الترشح للمناصب السياسية.
تاريخيا عاشت النساء الأندوريات تهميشا في مايخص تصويت النساء حيث لم تصادق عليه الحكومة في أندورا إلا في سنة 1970.